# Ruleta (geometria)
Ruleta, en matemàtica, és una corba plana que descriu la trajectòria d'un punt, vinculat a una corba generatriu  C1, que roda sobre una altra corba directriu  C₂, tangencialment, sense lliscament. Tant  C1  com  C₂  són corbes planes.
Si la corba generatriu  C1  (la que roda) és una circumferència, es denomina ruleta cicloidal.

## Família de ruletes cicloidals

Cicloide

- Cicloide: La circumferència  C1  roda sobre una recta (C₂) 
  -  Cicloide normal: El punt mòbil es troba sobre la circumferència que roda.
  -  Trocoide: El punt mòbil es troba sobre un radi (o la seva prolongació) de la circumferència que roda.
    - Trocoide allargada: El punt generador és interior a la circumferència que roda.
    - Trocoide escurçada: El punt generador és exterior a la circumferència que roda.
- Epicicloide: La circumferència  C1  roda sobre l'exterior d'una altra circumferència (C₂) 
  -  Epicicloide normal: El punt mòbil es troba sobre la circumferència que roda.
  -  Epitrocoide: El punt mòbil es troba sobre un radi (o la seva prolongació) de la circumferència que roda.
    - Epitrocoide allargada: El punt generador és interior a la circumferència que roda.
    - Epitrocoide escurçada: El punt generador és exterior a la circumferència que roda.
- Hipocicloide: La circumferència  C1  roda sobre l'interior d'una altra circumferència (C₂) 
  -  Hipocicloide normal: El punt mòbil es troba sobre la circumferència que roda.
  -  Hipotrocoide: El punt mòbil es troba sobre un radi (o la seva prolongació) de la circumferència que roda.
    - Hipotrocoide allargada: El punt generador és interior a la circumferència que roda.
    - Hipotrocoide escurçada: El punt generador és exterior a la circumferència que roda.